# نیسشین، آیچی
نیسشین، آیچی از شهرهای استان آیچی ژاپن است که جمعیت آن در ۱ ژانویه ۲۰۰۸ ۸۰٬۹۲۱نفر بوده‌است.